# Llaurí
Llaurí é um município da Espanha, na província de Valência, Comunidade Valenciana. Tem 13,6 km² de área e em 2021 tinha 1 169 habitantes (densidade: 86 hab./km²). Pertence à comarca da Ribera Baixa e limita-se com os municípios de Alzira, Sueca, Corbera, Cullera, Fortaleny e Favara.